# La Financière de l'Échiquier
La Financière de l'Échiquier, parfois abrégée LFDE, est une société de gestion d'actifs en France, fondée à Paris en 1987 par Didier Le Menestrel, Bénédicte Le Ménestrel et Christian Gueugnier. Depuis juillet 2023, elle appartient au groupe La Banque postale.

## Histoire

### Création
Didier Le Menestrel, Bénédicte Le Ménestrel et Christian Gueugnier fondent en 1987, en parallèle de leur activité professionnelle respective, une première société d'investissement nommée « La Financière de l'Échiquier », destinée à placer en Bourse l'épargne de leur famille et de leur cercle d'amis. La société démarre avec un capital de 14 millions de francs sous gestion.
Le nom « Financière de l'Échiquier » est choisi en référence à la rue de l'Échiquier à Paris, où se situait le siège de Clair Obscur, une précédente entreprise cogérée par Didier Le Ménestrel et Christian Gueugnier entre 1984 et 1987.

### Développement
En 1990, la réglementation de la finance de marché évolue fortement[pas clair] en France. Dans ce contexte, Didier Le Menestrel, Bénédicte Le Menestrel et Christian Gueugnier décident de transformer La Financière de l'Échiquier en lui donnant en 1991 le statut de société de bourse,.
Au cours de ses premières années d'existence, La Financière de l'Échiquier est spécialisée sur l'univers des actions de petites et moyennes entreprises françaises. Le fonds « Echiquier Agressor », investi à l'origine à 100 % en actions françaises et ouvert à une clientèle de particuliers et de professionnels français, est le premier OPCVM lancé par la société en 1991.
La société de gestion élargit son portefeuille aux actions européennes dans le courant des années 2000, puis aux actions mondiales à partir de 2010, puis à d'autres classes d'actifs, notamment au marché obligataire (obligations d'entreprises et obligations convertibles) et ultérieurement au domaine de la gestion alternative à partir de 2013,.
La société commence à distribuer ses fonds à l'international à partir de 2007 en passant par des distributeurs locaux en Belgique, au Luxembourg, aux Pays-Bas, en Allemagne, en Suisse, en Autriche, en Italie et en Espagne. En 2012, les encours gérés par La Financière de l'Échiquier provenant d'une clientèle étrangère représentent 25 % des encours totaux gérés par la société. En 2013, la société ouvre un bureau à Milan, puis à Francfort en 2014 et à Genève en 2016.

### Rachat par Primonial
En fin d'année 2017, La Financière de l'Échiquier acquiert les activités de gestion d'actifs de Primonial, contre une prise de participation de ce dernier à hauteur de 40 % dans La Financière de l'Échiquier. En juillet 2019 Primonial acquiert 100% de La Financière de l'Échiquier.

### Rachat par La Banque postale
En juillet 2023, La Banque postale rachète LFDE au groupe Primonial

## Employés
La Financière de l'Échiquier comptait 95 employés en 2015, 104 employés en 2017 , 130 employés en 2019[source insuffisante] et 142 en 2023.

## Activités

### Gestion privée
Outre la gestion d'actifs, cœur d'activité de la société, La Financiere de l'Échiquier (LFDE) propose une offre de gestion sous mandat individualisée aux investisseurs particuliers. En 2023, l'équipe de gérants privés gère l'épargne de près de 12 000 familles et les conseille sur les supports d'investissement adaptés à leurs projets (compte-titres, PEA, PEA-PME, assurance-vie, compte société).

### Autres activités

#### Fondation
En 2005, la société de gestion lance la Fondation Financiere de l'Échiquier, organisme caritatif visant à agir pour l'éducation, l'insertion et la lutte contre l'exclusion des jeunes issus de milieux défavorisés en France.
Chaque année, une partie des frais de gestion appliqués aux fonds Echiquier Excelsior, Echiquier Agressor Partage (part « P » du fonds Echiquier Agressor), et Echiquier Positive Impact Europe est reversée à la Fondation et représente environ 85 % de son budget annuel en 2023. Le budget annuel a évolué autour de 700 000 euros ces dernières années.
La Fondation soutient plus de 200 projets depuis sa création, notamment grâce à la « Maison des Jeunes Talents », une structure accueillant des étudiants boursiers en classes préparatoires aux grandes écoles.

#### Incubation
La Financiere de l'Échiquier développe également une activité d’incubation de sociétés financières dans le domaine de la gestion d'actifs, apportant aux sociétés incubées des capitaux utiles à leur lancement ou leur développement,.
Parmi les sociétés incubées ou ayant été incubées par LFDE se trouvent Phileas Asset Management, Gemway Assets, EthiFinance, Erasmus Gestion, Obafrica AM ou Yomoni, le premier robo-advisor français doté du statut de société de gestion. Historiquement, LFDE a soutenu 123Venture et Amiral Gestion.

#### Publications
En 2019, La Financiere de l'Échiquier publie en collaboration avec le Guide du routard une deuxième édition du Guide du routard de l'investissement en bourse, incluant un chapitre sur l'ISR.

#### Enseignement
Depuis 2006, La Financiere de l'Échiquier organise l'"Université d'été de la Financiere de l'Échiquier", une conférence annuelle destinée aux investisseurs et journalistes économiques. En 2023, la conférence met l'accent sur les thèmes de la transition énergétique et des investissements responsables. Parmi les invités des éditions précédentes figurent François-Henri Pinault, Erik Orsenna, et Gérard Depardieu.
En parallèle, LFDE poursuit le développement de son École de l'ISR, qui propose des formations sur les enjeux de l'investissement durable.